# Мајкл Логан
Детектив Мајкл „Мајк” Логан је измишљени лик из серије Ред и закон и Ред и закон: Злочиначке намере. Први пут се појавио у серији Ред и закон у епизоди Свима омиљени трговачки путник, а последњи у серији Ред и закон: Злочиначке намере у епизоди Последњи обреди.

## Опис
Логан се први пут појавио у серији Ред и закон, у епизоди Свима омиљени трговачки путник. Тамошњу 27. станицу је напустио јер је дао отказ на крајју шестог циклуса у епизоди Понос. Вратио се у полицију у серији Ред и закон: Злочиначке намере у епизоди Раст (пре тога је помагао на једном случају Горену и Имсовој у епизоди Стресна позиција). Дао је отказ епизоду прде крај једанаестог циклуса серије Ред и закон: Злочиначке намере (Последњи обреди). У серији "Ред и закон" партнери су му били Максвел Грив (циклус 1), Филип Серета (циклуси 2—3) и Леонард В. Бриско (циклуси 4—6), а у серији Ред и закон: Злочиначке намере партнерке су му биле детективка Керолин Барек (циклус 7), детективка Меган А. Вилер (циклуси 8 и 10) и детективка Нола Фалачи (циклус 9).